# Астрономічні символи

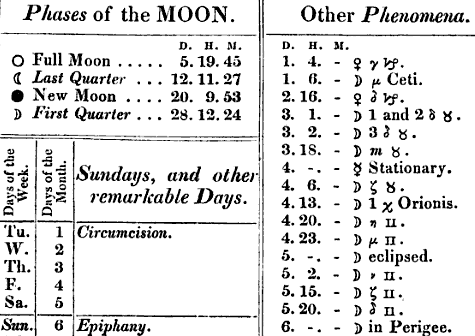
Цей уривок із Морського альманаху 1833 р. демонструє використання астрономічних символів, включаючи символи для позначення фаз Місяця, планет і сузір'їв.

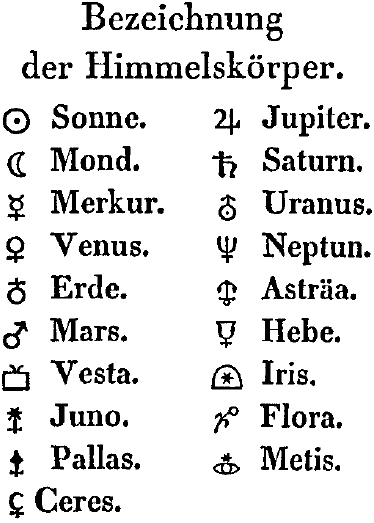
«Позначення небесних тіл» в німецькому альманасі, надрукованому 1850 р.

Астрономічні символи — це символи, використовувані для представлення астрономічних об'єктів, теоретичних побудов і спостережуваних подій в астрономії.
Найбільш ранні форми цих символів з'являються в грецьких папірусах пізньої античності. Візантійські рукописи, у яких збереглися тексти грецьких папірусів, продовжили і розширили перелік астрономічних символів. Нові символи були запроваджені для представлення багатьох планет і малих планет, виявлених у XVIII—XX століттях.
Ці символи колись широко використовувались професійними астрономами, астрономами-аматорами, алхіміками і астрологами. Хоча вони все ще рутинно використовуються в альманахах та астрологічних виданнях, їх використання у фахових працях з астрономії порівняно рідкісне, з деякими винятками, такими, як символи Сонця і Землі, що з'являються в астрономічних константах, і певні зодіакальні знаки, що використовуються для представлення сонцестоянь і рівнодень.
Юнікод офіційно призначив коди для більшості символів, в основному у блоку різних символів (2600—26FF) і у блоку різних символів та піктограм (1F300—1F5FF).

## Символи Сонця і Місяця
Використання астрономічних позначень для Сонця і Місяця сходить до глибокої давнини. Форми символів, які з'являються в оригінальних папірусах грецьких гороскопів, — коло з одним променем () для Сонця і півмісяць — для Місяця. Сучасний символ Сонця, коло з крапкою (☉), вперше з'явився в Європі в епоху Відродження.
У сучасній академічній науці, символ Сонця застосовується як індекс для астрономічних констант, що стосуються Сонця. Світність, масу й радіус зір часто подають із використанням відповідних величин Сонця як одиниць вимірювання.
| Сонце                           | Сонце                      | Сонце                 | Сонце              | Сонце                                                               |
| Назва                           | Символ                     | Код Юнікода codepoint | Зображення Юнікода | Представляє                                                         |
| ------------------------------- | -------------------------- | --------------------- | ------------------ | ------------------------------------------------------------------- |
| Сонце                           | [ 9 ] [ 10 ] [ 11 ] [ 12 ] | U+2609 (dec 9737)     | ☉                  | Сонце (центр нашої планетної системи)                               |
| Сонце                           | [ 6 ]                      | U+1F71A (dec 128794)  | 🜚                  | Сонце з одним променем                                              |
| Сонце                           | [ 13 ] [ 14 ]              | U+1F31E (dec 127774)  | 🌞                 | Обличчя Сонця або геральдичне «Сонце», не є астрономічним символом. |
| Місяць                          |                            |                       |                    |                                                                     |
| Назва                           | Символ                     | Код Юнікода           | Зображення Юнікода | Представляє                                                         |
| Місяць, або перша чверть Місяця | [ 9 ] [ 15 ] [ 16 ] [ 17 ] | U+263D (dec 9789)     | ☽︎                  | Зростаючий Місяць                                                   |
| Місяць, або перша чверть Місяця | [ 13 ] [ 18 ] [ 19 ]       | U+1F31B (dec 127771)  | 🌛                 | Зростаючий Місяць                                                   |
| Повний Місяць                   | [ 9 ] [ 16 ] [ 17 ]        | U+1F315 (dec 127765)  | 🌕︎                 | Біле коло, як на нічному небі.                                      |
| Повний Місяць                   | [ 13 ] [ 18 ] [ 19 ]       | U+1F31D (dec 127773)  | 🌝                 | Біле коло, як на нічному небі.                                      |
| Остання чверть Місяця           | [ 9 ] [ 16 ] [ 17 ]        | U+263E (dec 9790)     | ☾︎                  | Спадаючий Місяць                                                    |
| Остання чверть Місяця           | [ 13 ] [ 18 ] [ 19 ]       | U+1F31C (dec 127772)  | 🌜                 | Спадаючий Місяць                                                    |
| Молодик                         | [ 9 ] [ 16 ] [ 17 ]        | U+1F311 (dec 127761)  | 🌑︎                 |                                                                     |
| Молодик                         | [ 13 ] [ 18 ] [ 19 ]       | U+1F31A (dec 127770)  | 🌚                 |                                                                     |

| Сонячні константи            | Сонячні константи | Сонячні константи                      |
| Константа                    | Символ            | Значення                               |
| ---------------------------- | ----------------- | -------------------------------------- |
| Світність Сонця              | L☉                | 3,839 × 1026 В, або 3,839 × 1033 ерг/с |
| Маса Сонця                   | M☉                | 1,98892 × 1030 кг                      |
| Сонячний радіус              | R☉                | 6,955 × 108 м                          |
| Ефективна температура Сонця  | Teff☉             | 5777 К                                 |
| Джерела зображених символів: |                   |                                        |

## Символи для планет

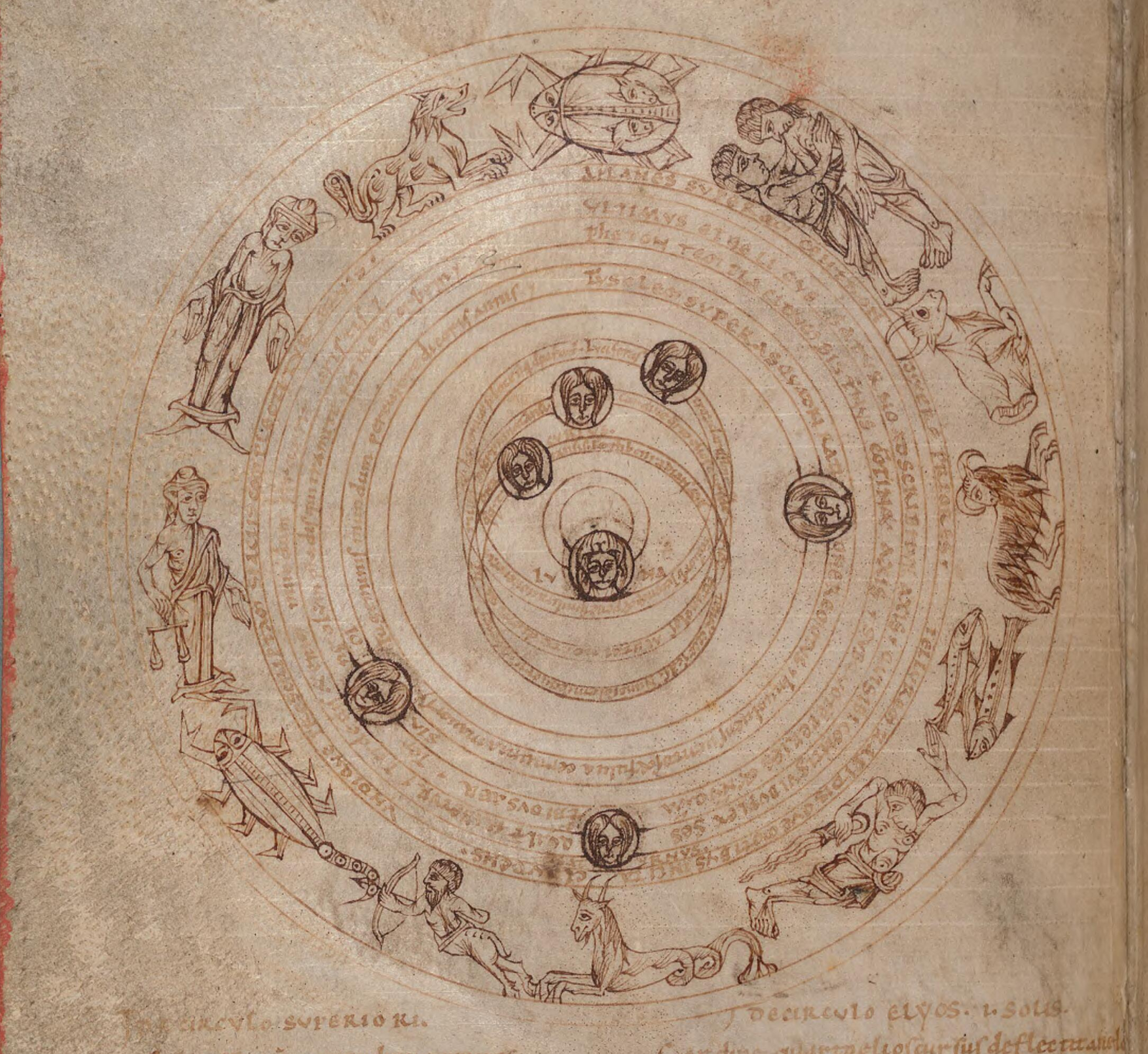
Середньовічне зображення Зодіаку і класичних планет. Планети представлені сімома обличчями.

Символи для класичних планет з'являються в середньовічних візантійських рукописах, у яких збереглося багато стародавніх гороскопів. Символи для Меркурія, Венери, Юпітера і Сатурна були помічені в пізніх грецьких папірусах. Символи для Юпітера і Сатурна визначені як монограми відповідних грецьких назв, а символ Меркурія є стилізованим кадуцеєм. На думку А. С. Д. Маундера, попередники планетарних символів використовувались у мистецтві для представлення богів, пов'язаних із класичними планетами; Планісфера Б'янкіні, створена в II ст., показує грецькі персоніфікації планетарних богів, прикрашені ранніми версіями планетарних символів: Меркурій із кадукеєм; до намиста Венери прикріплений шнур, поєднаний з іншим намистом; Марс має спис, Юпітер — палицю, Сатурн — косу; Сонце має вінець із променями, що відходять від нього; а Місяць має головний убір із півмісяцем.
Діаграма в «Компендіумі астрології» XII ст. роботи Йоханнеса Каматероса показує Сонце як коло з променем, Юпітер як букву дзета (ініціал Зевса, аналога Юпітера у грецькій міфології), Марс як щит зі схрещеними списами, а інші класичні планети — як символи, що нагадують сучасні, без позначки-хрестика, яка є в сучасній інтерпретації. Ці позначки вперше з'являються приблизно в XVI столітті. За даними Маундера, додавання хрестів могло бути «спробою надати присмак християнства символам старих язичницьких богів».
Символи для Урана були створені незабаром після його відкриття. Один символ, , вигаданий Дж. Келером і уточненим Боде, був призначений для позначення нововиявленого металу платини; оскільки платина, яку часто називають білим золотом, була знайдена хіміками у суміші із залізом, символ платини об'єднує алхімічні символи заліза, ♂, і золота, ☉. Цей символ також поєднує в собі символи Марса (♂) і Сонця (☉), тому що в грецькій міфології Уран представляв рай, і демонструє поєднану силу списа Марса і Сонце. Ще один символ, , був запропонований Лаландом 1784 р. У листі до Гершеля, Лаланд описав його як "«un globe surmonté par la première lettre de votre nom» («куля, увінчана першою літерою твого імені»).
Декілька символів були запропоновані для Нептуна на позначення запропонованих назв планети. Стверджуючи право назвати своє відкриття, Урбен Левер'є спочатку запропонував назву «Нептун» і символ тризуба, одночасно збрехавши, що це було офіційно схвалено французьким Бюро довгот. У жовтні він намагався назвати планету Leverrier, на свою честь, і мав підтримку в цьому від директора обсерваторії Франсуа Араго, який, своєю чергою, запропонував новий символ для планети (). Однак ця пропозиція наштовхнулася на жорсткий опір за межами Франції. Французькі альманахи дуже швидко повернули назву Гершель для Урана, на честь її першовідкривача сера Вільяма Гершеля, та Левер'є для нової планети. Професор Джеймс Піланс з Единбурзького університету захищав для нової планети назву Янус і запропонував ключ як її символ. Василь Струве представив назву Нептун 29 грудня 1846 р. у Санкт-Петербурзькій академії наук. У серпні 1847 року, Бюро довгот оголосило про своє рішення слідувати усталеній астрономічній практиці і прийняло назву Нептун, але Араго утримався від участі в цьому рішенні.
Міжнародний астрономічний союз не рекомендує використовувати ці символи в журнальних статтях. У деяких випадках, коли планетарні символи можуть бути використані, наприклад, у заголовках таблиць, «Керівництво зі стилю МАС» допускає деякі одно — і  дволітерні (для усунення неоднозначності між Меркурієм і Марсом) скорочення назв планет.
| Планети  | Планети         | Планети              | Планети              | Планети            | Планети |
| Назва    | Абревіатура МАС | Символ               | Код Юнікода          | Зображення Юнікода | Представляє |
| -------- | --------------- | -------------------- | -------------------- | ------------------ | --- |
| Меркурій | Me              | [ 10 ] [ 11 ] [ 43 ] | U+263F (dec 9791)    | ☿                  | Кадукей Меркурія |
| Венера   | V               | [ 10 ] [ 11 ] [ 43 ] | U+2640 (dec 9792)    | ♀                  | Намисто Венери (або «дзеркальце») |
| Земля    | E               | [ 11 ] [ 15 ] [ 16 ] | U+2641 (dec 9793)    | ♁                  | Держава, |
| Земля    | E               | [ 10 ] [ 11 ] [ 43 ] | U+1F728 (dec 128808) | 🜨                  | Куля з екватором та меридіаном (альтернативні позначення схожої форми: U+2295 ⊕ CIRCLED PLUS; U+2A01 ⨁ N-ARY CIRCLED PLUS OPERATOR; U+1F310 🌐 GLOBE WITH MERIDIANS) |
| Марс     | Ma              | [ 10 ] [ 11 ] [ 43 ] | U+2642 (dec 9794)    | ♂                  | Щит та спис Марса |
| Юпітер   | J               | [ 10 ] [ 11 ] [ 43 ] | U+2643 (dec 9795)    | ♃                  | Літера Дзета (від першої літери імені Зевс) |
| Сатурн   | S               | [ 10 ] [ 11 ] [ 43 ] | U+2644 (dec 9796)    | ♄                  | Серп або коса Сатурна |
| Уран     | U               | [ 32 ] [ 33 ]        | U+26E2 (dec 9954)    | ⛢                  | Платина |
| Уран     | U               | [ 16 ] [ 17 ] [ 43 ] | U+2645 (dec 9797)    | ♅                  | Куля, на яку встановлена літера H (від Гершель), більш поширений у старій або британській літературі                                                                 |
| Нептун   | N               | [ 10 ] [ 11 ] [ 17 ] | U+2646 (dec 9798)    | ♆                  | Тризубець Нептуна |
| Нептун   | N               | [ 45 ] [ 43 ]        | U+2BC9               | ⯉                  | Куля, на яку встановлені літери «L» і «V», (від Левер'є), більш поширений у старій, особливо французькій літературі                                                  |

## Символи для малих планет
Після того, як Джузеппе Піацці відкрив Цереру, група астрономів ратифікувала назву, яку він запропонував, а символом карликової планети був обраний серп.
Символ для 2 Паллади, спис Афіни Паллади, був винайдений бароном Францем Ксавером фон Цахом, і представлений ним у своєму «Monatliche correspondenz zur beförderung der erd- und himmels-kunde». У листі до фон Цаха, першовідкривач Генріх Вільгельм Маттеус Ольберс (який назвав нещодавно виявлений астероїд) висловив своє схвалення запропонованому символу, але шкодував, що руків'я серпа Церери було прикрашене кулею замість перекладини, щоб краще відрізняти його від знака Венери.
Карл Людвіг Гардінг створив символ для 3 Юнони. Хардінг, який відкрив цей астероїд, запропонував назву Юнона і скіпетр, увінчаний зіркою, як її астрономічний символ.
Символ 4 Вести придумав німецький математик Карл Фрідріх Гаусс. Доктор Ольберс, який раніше відкрив і назвав 2 Палладу, надав Гаусу честь назвати своє нове відкриття. Гаус вирішив назвати новий астероїд на честь богині Вести, а також розробив символ (): вівтар богині, зі священним вогнем на ньому. Інші сучасні письменники використовують більш складний символ ().
Наступні два астероїди, 5 Астрея і 6 Геба, були виявлені Карлом Людвигом Генке. Він попросив, щоб символом для 5 Астрея був перевернутий якір; однак деколи використовували ваги. Гаус назвав 6 Гебу на прохання Генке і обрав келих як символ.
По мірі подальшого відкриття астероїдів астрономи продовжували присвоювати символи до них. Так, 7 Ірида отримав символ веселки із зіркою; 8 Флора — квітку; 9 Метіда — око із зіркою; 10 Гігея — вертикальну змію із зіркою на голові; 11 Партенопа — стоячу рибу із зіркою; 12 Вікторія — зірку з гілкою лавра згори; 13 Егерія — щит; 14 Ірена — голуба з оливковою гілкою із зіркою на голові; 15 Евномія — серце, увінчане зіркою; 16 Психея — крило метелика із зіркою; 17 Фетіда — дельфіна із зіркою; 18 Мельпомена — кинджал на фоні зірки; і 19 Фортуна, зірки на фоні колеса Фортуни.
Йоганн Франц Енке вніс значні зміни публікацією у «Berliner Astronomisches Jahrbuch» (BAJ, «Берлінський астрономічний щорічник») за 1851 рік, — замість символів, він представив цифри, обведені колом, хоча його нумерація починалася з Астреї, а перші чотири астероїди продовжували позначатись своїми традиційними символами. Ця інновація була дуже швидко прийнята астрономічним співтовариством. На наступний рік (1852), номер Астреї був збільшений до 5, але астероїди від Церери до Вести були перераховані за номерами тільки у виданні 1867 р. Коло пізніше перетворилось на пару круглих дужок, а дужки протягом наступних кількох десятиліть поступово почали щезати.
Кілька астероїдів отримали символи від їх відкривачів і після того, як позначення номером у колі сталі широко поширеними. Астероїдам 26 Прозерпіна, 28 Беллона, 35 Левкотея і 37 Фідес (всі виявлені Карлом Лютером) були призначені, відповідно, символи граната з зіркою всередині; батога і списа; старовинного маяка і хреста. Символом 29 Амфітріти, відкритої Альбертом Мартом, стала черепашка.
Назва і символ Плутона були оголошені першовідкривачами 1 травня 1930 р. Його символ, монограма з букв PL, може бути витлумачений як Плутон або Персіваль Лоуелл, астроном, який ініціював пошук обсерваторією Лоуелла планети за межами орбіти Нептуна.
| Назва         | Символ                      | Код Юнікода       | Зображення Юнікода | Представляє                                                          |
| ------------- | --------------------------- | ----------------- | ------------------ | -------------------------------------------------------------------- |
| 1 Церера      | [ 12 ] [ 16 ] [ 43 ]        | U+26B3 (dec 9907) | ⚳                  | Серп тримачем донизу                                                 |
| 2 Паллада     | [ 47 ]                      | U+26B4 (dec 9908) | ⚴                  | Спис                                                                 |
| 3 Юнона       | [ 48 ] [ 74 ]               | U+26B5 (dec 9909) | ⚵                  | Скіпетр із зорею нагорі                                              |
| 3 Юнона       | [ 43 ] [ 75 ]               | U+26B5 (dec 9909) | ⚵                  | Скіпетр із зорею нагорі                                              |
| 4 Веста       | [ 49 ]                      | U+26B6 (dec 9910) | ⚶                  | Вівтар із вогнищем                                                   |
| 4 Веста       | [ 12 ] [ 73 ] [ 75 ]        | U+26B6 (dec 9910) | ⚶                  | Вівтар із вогнищем                                                   |
| 5 Астрея      | [ 54 ] [ 73 ]               |                   |                    | Якір                                                                 |
| 5 Астрея      | [ 76 ]                      |                   |                    | Ваги                                                                 |
| 6 Геба        | [ 55 ] [ 77 ] [ 78 ]        |                   |                    | Келих                                                                |
| 7 Ірида       | [ 12 ] [ 43 ] [ 57 ] [ 66 ] |                   |                    | Райдуга із зорею всередині                                           |
| 8 Флора       | [ 12 ] [ 73 ]               | U+2698 (dec 9880) | ⚘                  | Квітка                                                               |
| 9 Метіда      | [ 12 ] [ 43 ] [ 73 ]        |                   |                    | Око із зорею над ним                                                 |
| 10 Гігея      | [ 59 ] [ 66 ]               |                   |                    | Змія із зорею                                                        |
| 10 Гігея      | [ 12 ] [ 73 ]               | U+2695 (dec 9877) | ⚕                  | Посох Асклепія                                                       |
| 11 Партенопа  | [ 12 ] [ 59 ]               |                   |                    | Риба із зорею                                                        |
| 11 Партенопа  | [ 76 ]                      |                   |                    | Арфа                                                                 |
| 12 Вікторія   | [ 12 ] [ 73 ]               |                   |                    | Зоря з гілкою лавра                                                  |
| 13 Егерія     | [ 66 ]                      |                   |                    | Круглий щит                                                          |
| 14 Ейрена     | [ 76 ]                      |                   |                    | Голуб з оливковою гілкою у дзьобі та зорею на голові                 |
| 15 Евномія    | [ 12 ] [ 73 ]               |                   |                    | Серце із зорею згори                                                 |
| 16 Психея     | [ 66 ]                      |                   |                    | Крило метелика та зоря                                               |
| 17 Фетіда     | [ 65 ]                      |                   |                    | Дельфін та зоря                                                      |
| 18 Мельпомена | [ 66 ]                      |                   |                    | Кинджал поверху зорі                                                 |
| 19 Фортуна    | [ 66 ]                      |                   |                    | Зоря поверху колеса                                                  |
| 26 Прозерпіна | [ 67 ]                      |                   |                    | Гранат із зорею всередині                                            |
| 28 Беллона    | [ 68 ]                      |                   |                    | Батіг та спис Беллони                                                |
| 29 Амфітріта  | [ 79 ]                      |                   |                    | Черепашка                                                            |
| 35 Левкотея   | [ 69 ]                      |                   |                    | Старовинний маяк                                                     |
| 37 Фідес      | [ 70 ]                      |                   |                    | Латинський хрест, із ширшими та закругленими краями                  |
| 134340 Плутон | Плутон                      | U+2647 (dec 9799) | ♇                  | Монограма з літер P та L від назви Плутон або імені Персіваль Лоуелл |
| 134340 Плутон | Плутон                      | U+2BD3            | ⯓                  |                                                                      |

## Символи зодіакальних сузір'їв і знаків
Символи зодіаку мають кілька астрономічних інтерпретацій. Залежно від контексту зодіакальний символ може позначати або сузір'я, або точку чи інтервал на площині екліптики.
Список астрономічних явищ, опублікованих в альманахах, іноді включав поєднання зір і планет або Місяця; щоб не друкувати повну назву зорі, замість неї деколи використовували грецьку літеру і символ сузір'я зорі. Екліптика була розділена 12 знаків, кожен розділений на 30°, і компонент знака екліптики був виражений або числом від 0 до 11, або відповідним символом зодіаку.
У сучасному академічному використанні всі сузір'я, у тому числі 12 зодіакальних, мають трилітерні абревіатури. Зодіакальні символи також іноді використовується для представлення точок на екліптиці, особливо сонцестоянь і рівнодень. Кожен символ сприйматися як «перша точка» кожного знака, тому, ♈︎ позначає весняне рівнодення, ♋︎ літнє сонцестояння, ♎︎ осіннє рівнодення, і ♑︎ зимове сонцестояння.
| Зодіак   | Зодіак          | Зодіак | Зодіак  | Зодіак | Зодіак            | Зодіак             | Зодіак |
| Назва    | Абревіатура МАС | Знаки  | Градуси | Символ | Код Юнікоду       | Зображення Юнікоду |        |
| -------- | --------------- | ------ | ------- | ------ | ----------------- | ------------------ | ------ |
| Овен     | Ari             | 0      | 0°      |        | U+2648 (dec 9800) | ♈︎                 |        |
| Телець   | Tau             | 1      | 30°     |        | U+2649 (dec 9801) | ♉︎                 |        |
| Близнята | Gem             | 2      | 60°     |        | U+264A (dec 9802) | ♊︎                 |        |
| Рак      | Cnc             | 3      | 90°     |        | U+264B (dec 9803) | ♋︎                 |        |
| Лев      | Leo             | 4      | 120°    |        | U+264C (dec 9804) | ♌︎                 |        |
| Діва     | Vir             | 5      | 150°    |        | U+264D (dec 9805) | ♍︎                 |        |
| Терези   | Lib             | 6      | 180°    |        | U+264E (dec 9806) | ♎︎                 |        |
| Скорпіон | Sco             | 7      | 210°    |        | U+264F (dec 9807) | ♏︎                 |        |
| Стрілець | Sgr             | 8      | 240°    |        | U+2650 (dec 9808) | ♐︎                 |        |
| Козоріг  | Cap             | 9      | 270°    |        | U+2651 (dec 9809) | ♑︎                 |        |
| Водолій  | Aqr             | 10     | 300°    |        | U+2652 (dec 9810) | ♒︎                 |        |
| Риби     | Psc             | 11     | 330°    |        | U+2653 (dec 9811) | ♓︎                 |        |

## Інші символи
Символи аспектів та вузлів вперше з'явились у середньовічних текстах, хоча середньовічне та сучасне застосування символів вузлів відрізняються; ☊ раніше позначав низхідний вузол, а ☋ — висхідний. При описі Кеплерівських елементів орбіти, ☊ іноді використовується для позначення екліптичної довготи висхідного вузла, хоча більш поширеним є використання Ω (великої літери омега), яка колись була типографічною заміною старого символу.
Символи аспектів вперше з'являються у візантійських кодексах. З п'яти аспектів Птолемея в астрономії використовуються лише три — сполучення, протистояння і квадратура.
Символи для комети (☄) і зорі () використовувались у друкованих працях про астрономічні спостереження комет. У таблицях цих спостережень ☄ позначало комету, яка обговорювалась, а  — зорю, щодо якої були зроблені вимірювання положення комети.
| Інші символи       | Інші символи         | Інші символи      | Інші символи       | Інші символи |
| Назва              | Символ               | Код Юнікода       | Зображення Юнікода |              |
| ------------------ | -------------------- | ----------------- | ------------------ | ------------ |
| Висхідний вузол    | [ 16 ] [ 17 ]        | U+260A (dec 9738) | ☊                  |              |
| Нисхідний вузол    | [ 16 ] [ 17 ]        | U+260B (dec 9739) | ☋                  |              |
| Сполучення         | [ 16 ] [ 17 ]        | U+260C (dec 9740) | ☌                  |              |
| Протистояння       | [ 16 ] [ 17 ]        | U+260D (dec 9741) | ☍                  |              |
| Покриття           |                      | U+1F775           | 🝵                  |              |
| Місячне затемнення |                      | U+1F776           | 🝶                  |              |
| Квадратура         | [ 16 ] [ 17 ]        | U+25A1 (dec 9633) | □                  |              |
| Комета             | [ 16 ] [ 79 ] [ 90 ] | U+2604 (dec 9732) | ☄                  |              |
| Зоря               | [ 16 ] [ 79 ] [ 90 ] | U+2605 (dec 9733) | ★                  |              |

На позначення метеоритні потоки в літературі зрідка використовують астрономічні символи, розроблені Денісом Московіцем. Вони засновані на символі сузір’я, в якому знаходиться радіант. Для усунення неоднозначності Акварид і Таурид використовуються додаткові літери.
Південні дельта-Аквариди 
Ета-Аквариди 
Гемініди 
Леоніди 
Ліриди 
Оріоніди 
Персеїди 
Квадрантиди 
Тауриди 
Урсиди 
Для проходжень Меркурія та Венери диском Сонця Московіц запропонував накласти відповідний планетарний символ на символ Сонця, подовживши поперечину символу до стрілки:  (Меркурій),  (Венера). Ці символи досі обмежено використовують.
Також зрідка використовують символ Московіца для комети Галлея, . Це просто стандартний символ комети з літерою H (від прізвища Halley).